# Julián González Guadarrama
General Julián González Guadarrama fue un militar mexicano que participó en la Revolución mexicana. 

## Juventud
Nació en Mazatepec, Morelos, el 30 de noviembre de 1890; fue hijo de Santos González y de Gregoria Guadarrama. Cursó sus primeros estudios en su pueblo natal y terminó la primaria en Tecala, Morelos. Trabajó como jornalero en las haciendas de Miacatlán y Santa Cruz. 

## Maderismo
En marzo de 1911 se incorporó a la lucha maderista en el pueblo de Chontalcoatlán, bajo las órdenes del General Joaquín Miranda, de las fuerzas del general Ambrosio Figueroa Mata; participó en el sitio y toma de Iguala, Guerrero, que tuvo lugar muy poco después. Al triunfo del maderismo fue licenciado y regresó a su pueblo, donde se incorporó a las fuerzas zapatistas antimaderistas bajo las órdenes del General Silvino Pérez Benítez. 

## Zapatismo
En 1913 luchó contra las fuerzas federales huertistas, participando en acciones como el sitio y toma de las haciendas de Zacatepec y Treinta, en junio de 1914, y en el sitio y toma de Cuernavaca, entre julio y agosto de ese mismo año. En esta última acción fue ascendido a teniente coronel y operó bajo las órdenes del General Genovevo de la O. De 1915 a mayo de 1916 este general lo tuvo como pagador de sus fuerzas. Alcanzó el grado de general brigadier y presenció el asesinato de Emiliano Zapata en abril de 1919 en Chinameca, logrando escapar a Santa Rita.

## Ejército Nacional
En 1920, al triunfo del movimiento de Agua Prieta, se incorporó al Ejército Nacional en la división del sur comandada por el General Genovevo de la O; permaneció en éste hasta el 4 de julio de 1924, en que causó baja. Colaboró activamente en la organización de las colonbias agrícolas; durante 1927 reingresó momentáneamente al ejército para participar en la campaña contra los cristeros.

## Política
Con el gobierno de Ambrosio Puente fue nombrado presidente del Consejo Municipal de Cuernavaca e inspector general de Policía; participó en la Liga de Comunidades Agrarias, siendo su oficial mayor hasta marzo de 1935. Fue presidente del Comité estatal del Partido Nacional Revolucionario; más tarde fue diputado en la XLI Legislatura, postulado por el Frente Zapatista, y Secretario de Acción Agraria del Comité Directivo Nacional del Frente Zapatista para después retirarse a la vida privada en su parcela. Murió en Cuernavaca, Morelos.